# Tõrva (commune)
Tõrva, en forme longue la Commune rurale de Tõrva (en estonien : Tõrva vald) est une commune rurale d'Estonie située dans le comté de Valga.

## Géographie

### Localisation
La commune de Tõrva est située dans le Sud de l'Estonie, à la frontière avec la Lettonie.

### Communes limitrophes
| Viljandi vald Mulgi | Viljandi vald | Lac Võrtsjärv     |
| Mulgi Valmiera      | Tõrva         | Elva Otepää Valga |
| Valmiera            | Valka         | Valga             |

### Relief et géologie
La majeure partie du territoire de la commune de Tõrva se trouve dans la partie méridionale des hautes terres du Sakala, qui sont dominées par des plaines morainiques ondulantes avec des dômes et des crêtes s'élevant ici et là. La région de Tõrva-Helme est plus plate mais articulée par les vallées de la Õhne et de ses affluents. En de nombreux endroits, comme dans la vallée de Tikste, le grès affleure sur le socle des pentes de la vallée. La partie nord de Tõrva est une plaine ondulée, traversée par quelques grands cours d'eau nord-sud et les vallées de quelques rivières plus petites. Les parties sud et est de la municipalité sont également majoritairement plates, mais la région de Hummul est plus vallonnée que la moyenne. Au-dessus du village de Hummul, on peut apercevoir Kuutsemägi, à 21 km de là, depuis la route Valga-Uulu par temps clair. Dans la partie occidentale de la commune, Holdre et Taagepera présentent une topographie variée, avec des collines alternant avec des plateaux et des plaines marécageuses. Le point culminant de la commune de Tõrva (131,2 mètres au-dessus du niveau de la mer) se trouve dans le village d'Ala. Dans la partie nord-est de la commune se trouve la plaine du lac Võrtsjärve.

### Hydrographie
Parmi les lacs de Tõrva linn (ville au centre de la commune), les plus connus sont le lac Vanamõisa et le lac Riiska, qui disposent tous deux de plages officielles. En outre, le lac Tõrva Veskijärv, le lac Tikste et le lac de barrage Pokard sont situés dans les limites de la commune.
Une partie du lac Võrtsjärv (270 ha), qui comprend Ainsaar et la plus grande île du lac Võrtsjärv, Pähksaar, d'une superficie de 16,4 ha, se trouve sur le territoire de la commune de Tõrva. Les autres grands lacs sont le lac Tündre (72,9 ha) et le lac Valgjärv (44,1 ha), situés à la frontière des comtés de Valga et de Viljandi. Ce dernier est l'un des quelques douzaines de lacs de la région des lacs de Koorküla, dont beaucoup sont connus pour leur profondeur. Près de Valgjärv (26,8 m) se trouve le lac Udsu, le troisième plus profond d'Estonie (30,25 m).
Le long de la frontière orientale de la paroisse de Tõrva coule la petite-Emajõgi, qui se jette dans le lac Võrtsjärv dans le village de Pikasilla. La petite-Emajõgi est navigable depuis le pont de Jõgeveste jusqu'à l'estuaire. En outre, la rivière Õhne, dont les affluents les plus importants sont la Helme et la Jõku, traverse la municipalité et la ville de Tõrva, en serpentant et en présentant parfois de hauts bancs de sable. La rivière Helme se jette dans la rivière Õhne près du château. La rivière Õhne est incluse dans la liste des sites de frai et d'habitat des salmonidés depuis le pont de Koorküla sur la route Jeti-Kiinimäe jusqu'au pont de Leebiku, et la rivière Helme depuis l'embouchure du ruisseau Koriste jusqu'à son confluent avec la rivière Õhne est également incluse dans la liste des sites de frai et d'habitat des salmonidés.

### Paysages
Près de 50 % du territoire de la municipalité de Tõrva est couvert de forêts, et dans la partie occidentale et méridionale, à la frontière avec la Lettonie, il y a un massif forestier continu de conifères. Le deuxième plus grand massif forestier se trouve sur les rives de la rivière Väikese Emajõgi, près du village de Soontaga. Les deux plus grandes tourbières de la municipalité de Tõrva sont Rubina et Lagesoo, qui constituent une halte pour de nombreuses espèces d'oiseaux. La zone autour de l'autoroute Valga-Uulu qui traverse la municipalité, ainsi que les parties nord et centrale, sont densément peuplées. L'utilisation des sols alterne des terres agricoles massives avec des prairies, des lacs dans des dépressions et des peuplements forestiers isolés.

### Milieux naturels et biodiversité

#### Zonages réglementaires
Dans la municipalité de Tõrva, 17 zones naturelles et une zone ornithologique (zone ornithologique de Rubina) sont inscrites au registre environnemental en tant que sites d'importance internationale (sites Natura).
La première chambre des grottes de Helme surplombe l'estuaire.
Il existe neuf réserves naturelles. La plus grande d'entre elles est la réserve naturelle de Rubina, à la frontière entre Valga et Viljandi, qui vise à protéger les paysages uniques de landes (marais de Rubina) et de forêts, ainsi que les habitats des espèces d'oiseaux protégées et les haltes des oiseaux migrateurs. Parmi les oiseaux les plus rares, la réserve naturelle de Rubina abrite le balbuzard pêcheur, le faucon crécerellette et la fauvette. La tourbière de Rubina est également utilisée pour la randonnée, car il n'y a pas de trottoirs de bois. Les autres réserves naturelles de la municipalité de Tõrva sont Soontaga, Tündre, Koorküla, Keisripalu et Riidaja. En 2019, les réserves naturelles de Pilpa, Ransi et Viira ont été créées pour protéger les forêts anciennes.
Il existe une zone de protection du paysage dans la municipalité de Tõrva : La réserve paysagère de Tikste, située dans la ville de Tõrva et à Kirikuküla (Pokard). L'objectif de la réserve est de préserver et de promouvoir le paysage de la gorge de Tikste, des affleurements et de la région environnante. Un sentier de santé traverse également la zone.
La municipalité de Tõrva est plus connue pour ses grottes protégées. Les grottes de Helme sont situées dans le parc du manoir de Helme, près des ruines du château de l'ordre de Helme. Les grottes de Koorküla se trouvent en face du parc du manoir de Koorküla, à côté du centre communautaire de Koorküla.

#### Parcs et jardins
La municipalité de Tõrva compte au total dix parcs protégés.Les plus célèbres d'entre eux sont le parc du mausolée Barclay de Tolly, le parc du manoir Helme, le parc du manoir Hummuli et le parc forestier du gymnase de Tõrva. Le Dendropark de Tõrva, où les arbres et les buissons sont étiquetés avec des noms d'espèces, est situé dans la rue Araku à Tõrva.

## Urbanisme

### Typologie
La principale zone urbanisée de la commune est la localité de Tõrva linn (ville de Tõrva proprement dite)

### Voies de communication et transports

#### Routes et ponts
La route nationale 3 (Jõhvi - Tartu - Valga) et la route nationale 6 (Pärnu – Karksi - Tõrva - Valga -Uulu) traversent Tõrva.

## Politique et administration

### Découpage territorial
La commune est divisée en 40 localités. La mairie et le siège de la plupart des institutions communales sont situés dans la localité de Tõrva linn.
| Liste des localités de la commune de Tõrva | Liste des localités de la commune de Tõrva | Liste des localités de la commune de Tõrva | Liste des localités de la commune de Tõrva | Liste des localités de la commune de Tõrva |
| Code                                       | Nom officiel actuel (Estonien)             | Nom historique (Allemand)                  | Type                                       | Population (2021)                          |
| ------------------------------------------ | ------------------------------------------ | ------------------------------------------ | ------------------------------------------ | ------------------------------------------ |
| 1152                                       | Aitsra                                     |                                            | village (küla)                             | 13                                         |
| 1160                                       | Ala                                        |                                            | village (küla)                             | 213                                        |
| 1171                                       | Alamõisa                                   |                                            | village (küla)                             | 70                                         |
| 1815                                       | Helme                                      |                                            | petit bourg (alevik)                       | 217                                        |
| 1883                                       | Holdre                                     |                                            | village (küla)                             | 37                                         |
| 1905                                       | Hummuli                                    |                                            | petit bourg (alevik)                       | 291                                        |
| 2187                                       | Jeti                                       |                                            | village (küla)                             | 98                                         |
| 2264                                       | Jõgeveste                                  |                                            | village (küla)                             | 127                                        |
| 2623                                       | Kalme                                      |                                            | village (küla)                             | 94                                         |
| 2757                                       | Karjatnurme                                |                                            | village (küla)                             | 80                                         |
| 2772                                       | Karu                                       |                                            | village (küla)                             | 6                                          |
| 2856                                       | Kaubi                                      |                                            | village (küla)                             | 4                                          |
| 3124                                       | Kirikuküla                                 |                                            | village (küla)                             | 107                                        |
| 3420                                       | Koorküla                                   |                                            | village (küla)                             | 60                                         |
| 3596                                       | Kulli                                      |                                            | village (küla)                             | 42                                         |
| 3611                                       | Kungi                                      |                                            | village (küla)                             | 35                                         |
| 3866                                       | Kähu                                       |                                            | village (küla)                             | 41                                         |
| 4173                                       | Leebiku                                    |                                            | village (küla)                             | 60                                         |
| 4390                                       | Linna                                      |                                            | village (küla)                             | 365                                        |
| 4433                                       | Liva                                       |                                            | village (küla)                             | 16                                         |
| 4620                                       | Lõve                                       |                                            | village (küla)                             | 47                                         |
| 5304                                       | Möldre                                     |                                            | village (küla)                             | 72                                         |
| 6042                                       | Patküla                                    |                                            | village (küla)                             | 172                                        |
| 6186                                       | Piiri                                      |                                            | village (küla)                             | 53                                         |
| 6222                                       | Pikasilla                                  |                                            | village (küla)                             | 73                                         |
| 6257                                       | Pilpa                                      |                                            | village (küla)                             | 58                                         |
| 6330                                       | Pori                                       |                                            | village (küla)                             | 42                                         |
| 6408                                       | Puide                                      |                                            | village (küla)                             | 58                                         |
| 6824                                       | Ransi                                      |                                            | village (küla)                             | 30                                         |
| 6946                                       | Reti                                       |                                            | village (küla)                             | 48                                         |
| 6976                                       | Riidaja                                    |                                            | village (küla)                             | 180                                        |
| 7053                                       | Roobe                                      |                                            | village (küla)                             | 81                                         |
| 7113                                       | Rulli                                      |                                            | village (küla)                             | 27                                         |
| 7654                                       | Soe                                        |                                            | village (küla)                             | 46                                         |
| 7730                                       | Soontaga                                   |                                            | village (küla)                             | 32                                         |
| 7993                                       | Taagepera                                  |                                            | village (küla)                             | 91                                         |
| 8529                                       | Tõrva (centre)                             |                                            | ville incorporée (vallasisene linn)        | 2701                                       |
| 8714                                       | Uralaane                                   |                                            | village (küla)                             | 25                                         |
| 9025                                       | Vanamõisa                                  |                                            | village (küla)                             | 30                                         |
| 9464                                       | Voorbahi                                   |                                            | village (küla)                             | 30                                         |
| Population totale (2021)                   | Population totale (2021)                   | Population totale (2021)                   | Population totale (2021)                   | 5872                                       |

#### Circonscription électorale
En période d'élection, Tõrva fait partie de la circonscription éléctorale 11 (valimisringkond nr 11) incluant les Comtés historiques de Valga, de Võru et de Põlva. N'importe quel électeur de la commune de Tõrva peut voter dans tous les bureaux de vote pendant leurs heures d'ouverture. L'électeur n'est plus lié à son bureau de vote spécifique, car une liste électorale utilisée est électronique, permettant également le vote en ligne.

### Conseil municipal
Comme toutes les communes d'Estonie, Tõrva dispose de son propre conseil municipal (vallavolikogu). Les conseillers sont élus par les habitants selon le principe de la représentation proportionnelle. Les élections municipales ont lieu tous les quatre ans lors du troisième dimanche d'octobre. La compétence exclusive du conseil comprend, entre autres, l'adoption et la modification du plan d'urbanisme, de la stratégie budgétaire de la commune, la mise en place de taxes locales, l'attribution de subventions ou encore la souscription de prêts.
Le nombre de membres du conseil municipal est déterminé par la composition du conseil précédent. Néanmoins, la population municipale étant entre 5000 et 7500 habitants, la loi estonienne mentionne que le conseil doit compter au moins 17 membres. Le conseil municipal actuel de Tõrva en compte 21. L'organisation du travail du conseil est définie par la loi Estonienne sur l'organisation des collectivités locales et les statuts propres de la commune de Tõrva.
À la suite des élections municipales de 2021, le Parti de la réforme est arrivé en tête. Depuis 2021, la répartition politique des conseillers municipaux est la suivante:

### Maire et éxecutif local
Le gouvernement de la commune (vallavalitsus) est dirigé par le maire, élu par le conseil municipal parmi ses membres. La nomination des autres membres du gouvernement par le maire doit être approuvée par le conseil municipal.
| Nom           | Rôle                                 | Portefeuille |
| ------------- | ------------------------------------ | ------------ |
| Helen Elias   | Maire (vallavanem)                   |              |
| Aivar Uibu    | Adjointe au maire (abivallavanem)    |              |
| Lauri Drubinš | Adjoint au maire (abivallavanem)     |              |
| Tõnu Jaansalu | Membre du gouvernement local (liige) |              |
| Maire Appo    | Membre du gouvernement local (liige) |              |

## Équipements et services publics

### Petite enfance, prévention et protection de l'enfance
La commune dispose d'un jardin d'enfants (Tõrva Lasteaed) dans la localité de Liiva.

## Patrimoine
- mausolée de Michel Barclay de Tolly
- Manoir de Taagepera
- Manoir de Holdre
- Manoir de Helme
- ruines du château de Tõrva
- grottes de Helme et de Koorküla